# Hirondelle rousseline
Cecropis rufula
Espèce
Statut de conservation UICN

LC : Préoccupation mineure
Synonymes
- Hirundo daurica rufula

L'Hirondelle rousseline (Cecropis rufula) est une espèce de passereaux de la famille des Hirundinidae. Son aire de répartition s'étend du sud de l'Europe à l'Asie.
Si son allure générale la rapproche de l'Hirondelle rustique, d'autres caractères (dont son plumage) ont fait qu'elle est actuellement classée dans le genre Cecropis.

## Aspect
C'est une hirondelle bien caractéristique par son plumage assez coloré. Elle présente un dessus bleu foncé pourvu de quelques stries dorsales blanches. Sa nuque est d'un roux assez vif. Le ventre et la poitrine sont de teinte orangée. Tout comme l'hirondelle rustique, elle est dotée d'une queue longue et échancrée.

## Protection en France
L'espèce est très rare en France où elle ne niche que dans le sud-est, notamment en Provence et la région de Cannes, en faibles effectifs.
L'Hirondelle rousseline bénéficie d'une protection totale sur le territoire français depuis l'arrêté ministériel du 17 avril 1981 relatif aux oiseaux protégés sur l'ensemble du territoire. Il est donc interdit de la détruire, la mutiler, la capturer ou l'enlever, de la perturber intentionnellement ou de la naturaliser, ainsi que de détruire ou enlever les œufs et les nids, et de détruire, altérer ou dégrader son milieu. Qu'elle soit vivante ou morte, il est aussi interdit de la transporter, colporter, de l'utiliser, de la détenir, de la vendre ou de l'acheter.

## Galerie

En vol
Œufs de  Cecropis rufula  - Muséum de Toulouse
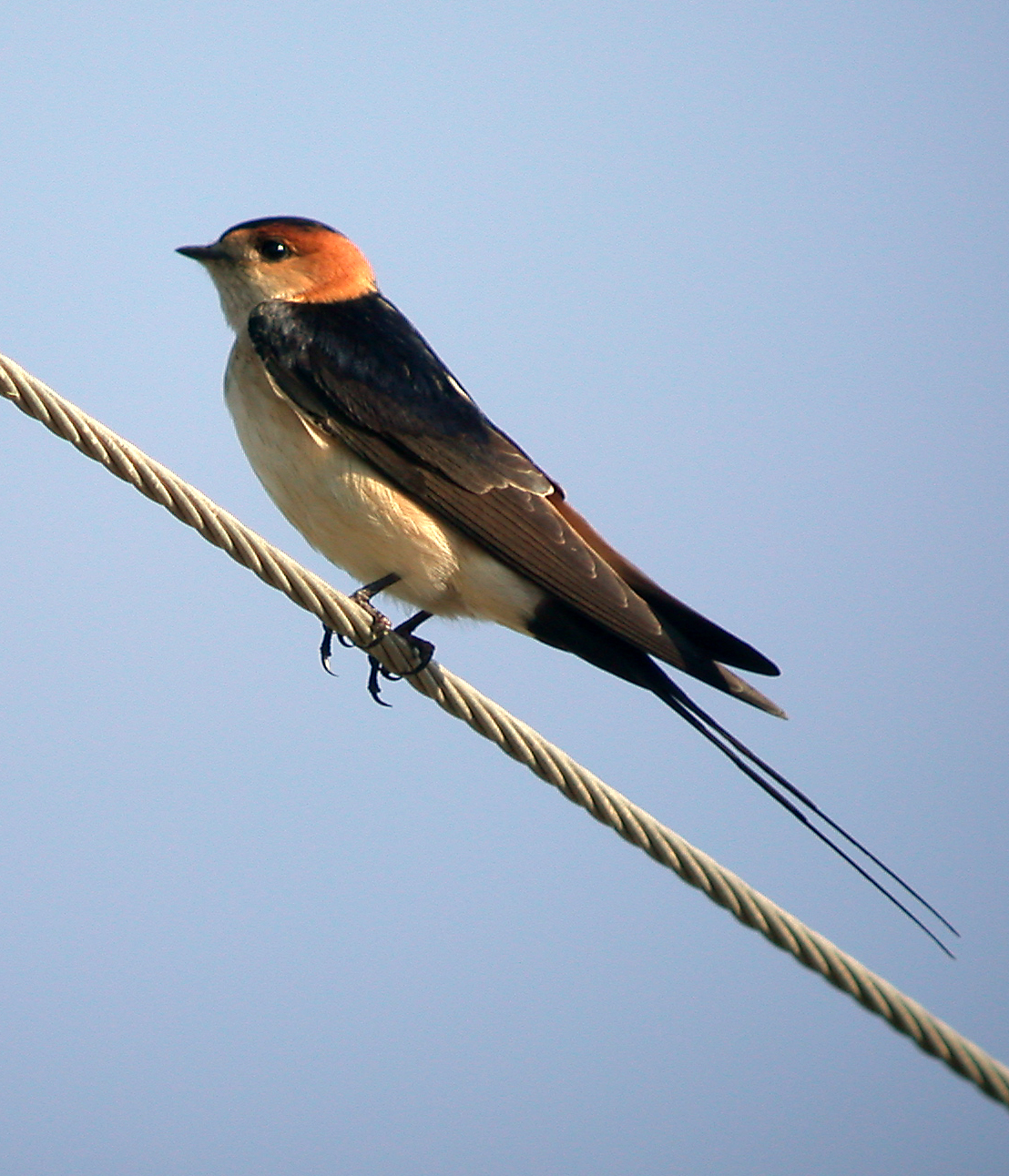
Posée sur un fil électrique
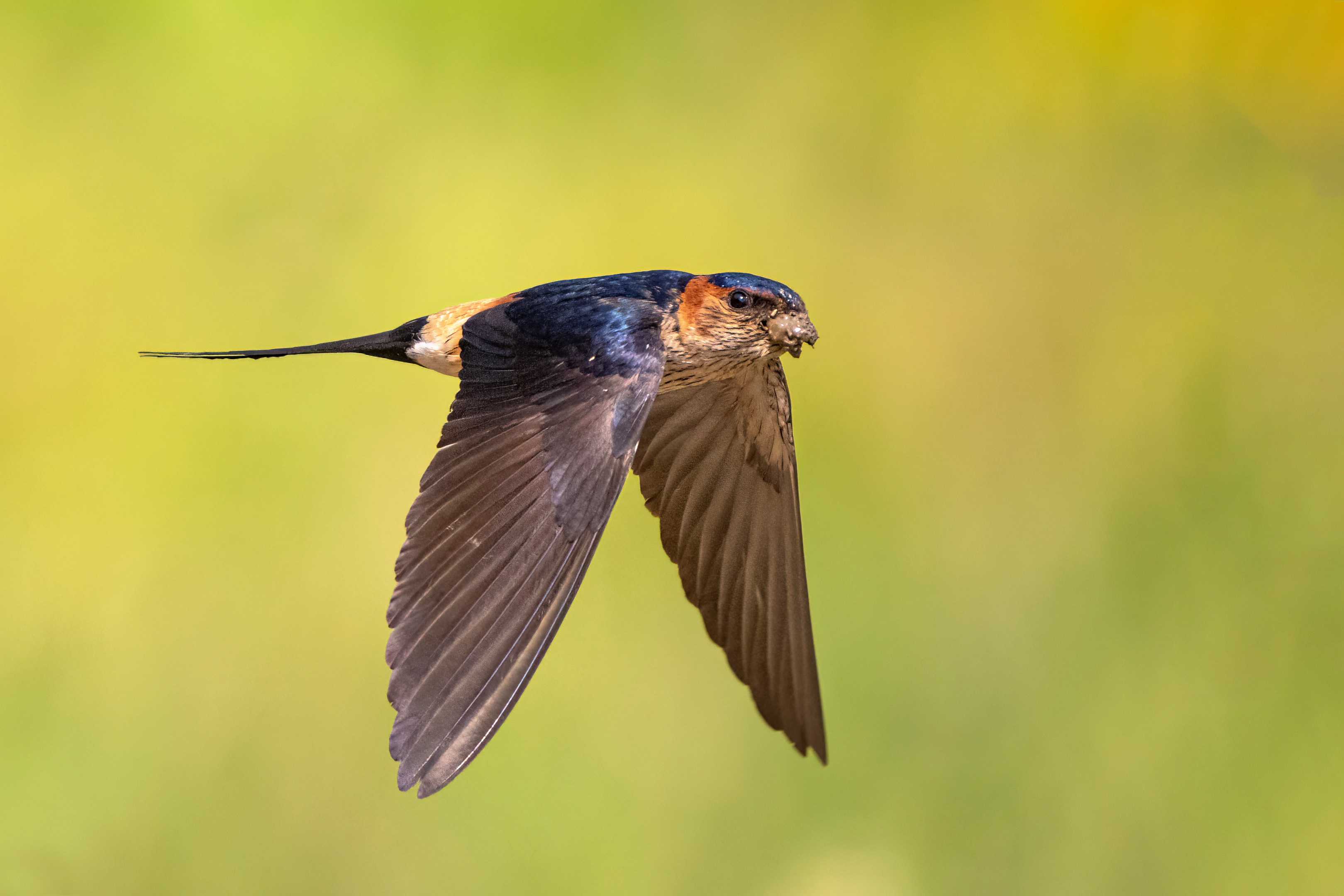
En vol avec de la boue pour construire un nid

## Référence bibliographique
- Marc Duquet, « Éléments d'identification : comment repérer une hirondelle rousseline Cecropis daurica en vol ? », Ornithos, Rochefort, Ligue pour la protection des oiseaux, vol. 16-3,‎ mai 2009, p. 186-191 (ISSN 1254-2962)